# Александър Лазуткин
Александър Иванович Лазуткин е бивш руски космонавт, извършил един космически полет. Герой на Русия (1998 г.).

## Образование
Роден е на 30 октомври 1957 г. в Москва. Учи в средно училище № 347 в Москва, а след това учил в интернат спортен профил. През 1981 г. завършва Московски авиационен институт, специалност „инженер-механик“.

## Работа
След завършване на института за успехи в учението получава предложение да остане на работа в катедрата, където работи до 1984 г. След това става инженер в конструкторското бюро на НПО „Енергия“, където се занимава с подготовката на екипажите. От 1985 г. задълбочава своите знания по английски език. На 14 септември 1989 г. получава разрешение от Главната медицинска комисия за специални тренировки, а на 3 март 1992 г. е зачислен в отряда на космонавтите.
На 5 март 1994 г. получава званието „Космонавт-изпитател“. От 18 април 1995 г. започва непосредствена подготовка за полет в космоса, дубльор е на Юрий Усачев за полета на „Союз ТМ-23“.
Неговата първа космическа мисия става Союз ТМ-25, на който той е бординженер а командир е Василий Циблиев. На 10 февруари 1997 г. Лазуткин излита в космоса, където остава 184 денонощия и 22 часа на „орбиталния комплекс „Мир““. На 15 август 1997 г. екипажът се завръща на Земята.
На 22 ноември 2007 г. Александър Лазуткин е освободен от длъжността космонавт-изпитател.

## Семейство
Женен за Людмила Лазуткина (по баща Городницкая). Има две дъщери – Наталия (1984) и Евгения (1989). Любител е на спорта и астрономията. Майстор на спорта на СССР по спортна гимнастика, има първи разряд по парашутен спорт).

## Награди
- Герой на Русия (10 април 1998) – за мъжество и героизъм, проявени по време на продължителния космически полет на орбиталния научноизследователски комплекс „Мир“[3]
- Летец-космонавт на Русия (11 април 1998 г.)
- Медал „За космически полет“ (НАСА)
- Медал „За обществени заслуги“ (НАСА)[2]